# كونفيسا (أغنية)
كونفيسا (بالعربية «الاعتراف» أو «أنت اعترف») هي أغنية شهيرة للمغني والممثل السينمائي الإيطالي أدريانو تشيلنتانو صدرت في 15 نوفمبر 2002 كأول أغنية منفردة له من ألبوم Per semper. تعد الأغنية واحدة من أكثر أعمال تشيلنتانو شهرة في العالم.
وفقًا لترتيب تسجيلات أفضل الأغاني المسجلة لتشيلنتانو، تعتبر الأغنية من أنجح أعماله خلال عقد 2000.

## الفيديو كليب
تحتوي الأغنية على إصداران مصوران لها. بث الإصدار الأول الذي تم تسجيله في عام 2002 بشكل متكرر على القنوات الموسيقية ثم على القرص دي في دي الرسمي لألبوم Per Semper. 
في عام 2012، ظهرت النسخة الثانية من الأغنية على قناة الفنان الرسمية على يوتيوب، والتي تختلف اختلافًا كبيرًا عن سابقتها سواء في زوايا المونتاج أو التصوير.

## إصدارات أخرى وتقليد
قام العديد من الفنانين بإعادة أداء الأغنية:
- في عام 2017، قام المغني الكازاخستاني ديماش كوداي بيرجن بتأدية الأغنية خلال مشاركته في مسابقة المغني 2017 بطريقة مزدوجة مع مقطع لحن ديفا دانس.
- في عام 2010، أصدر المغني ألكساندر باينوف نسخة غلاف للأغنية ومقطع فيديو بعنوان "Why".[3]
- في عام 2005، قام دينيس بولديشيف بتأديتها في مهرجان الموجة الجديدة.[4]